# Выборы в Костромскую областную думу (2025)
Выборы в Костромскую областную Думу VIII созыва состоятся в Костромской области 14 сентября 2025 года в единый день голосования.
На 1 января 2025 года в Костромской области зарегистрировано 498 001 избирателей, из которых 211 469 (42.46 %) проживают в областном центре.
18 июня Костромоблизбирком решила, что голосование будет проводиться три дня подряд - 12, 13 и 14 сентября.
В Костромской области голосование по выборам губернатора и депутатов Костромской областной Думы пройдет на 472 избирательных участках. На ряде участков применяются традиционные прозрачные ящики для голосования. 102 участка будут оборудованы техническими средствами – комплексами обработки избирательных бюллетеней. Такое решение приняла областная комиссия на своем заседании.
При распределении комплексов учитывалась численность избирателей, зарегистрированных на конкретном избирательном участке. Исходя из этого КОИБ установят в Костроме и Волгореченске.
8 июля закончился приём документов о выдвижении кандидатов
19 июля в 18.00 закончится приём документов на регистрацию кандидатов. В 25 округах выдвинуты 139 кандидатов
Выборы в Костромскую областную Думу седьмого созыва состоялись 13 сентября 2020 года. В регионе явка составила 31,97% (167338). Почему-то в списках избирателей оказалось 523 326, хотя в январе Схема округов рассчитывалась, исходя из 503 303 избирателей. Объявлены недействительными 9 600 бюллетеней (5,74%) , 100 бюллетеней утрачены участковыми комиссиями. Одновременно на выборах губернатора проголосовали 167 366 человек - на 28 больше. В действующий состав областного представительного органа власти были избраны 35 депутатов
| Фракция             | Руководитель фракции          | Мест | %       |
| ------------------- | ----------------------------- | ---- | ------- |
| Единая Россия       | Полякова Галина Анатольевна   | 24   | 31,9 %  |
| КПРФ                | Шахова Елена Викторовна       | 2    | 17,23 % |
| ЛДПР                | Фёдоров Руслан Владимирович   | 1    | 12,1 %  |
| Справедливая Россия | Плюсин Александр Николаевич   | 2    | 9,16 %  |
| Партия пенсионеров  | Шестаков Юрий Владимирович    | 1    | 8,34 %  |
| Новые люди          | Потешкина Елена Станиславовна | 1    | 7,46 %  |

В двух одномандатных округах  №№ 6 и 8 в городе Кострома победили кандидаты от Партии Социальной защиты. По округу №10 от Яблоко прошёл Гутерман Максим Аркадьевич. Не прошли в Думу по спискам: Коммунисты России (3,01%), За Правду (2,27%), Яблоко (1,89%), Родина (0,89%).

## Избирательная система
В Областную думу избираются 35 депутатов по смешанной избирательной системе. 25 депутатов избираются по одномандатным округам (мажоритарная система), побеждает набравший большинство голосов. Другие 10 депутатов избираются по партийным спискам (пропорциональная система) для которых установлен 5%-й барьер, а распределение мест между списками происходиn по методу Империали, модифицированным таким образом, чтобы каждый партийный список, преодолевший проходной барьер, получил как минимум один мандат. Срок полномочий — пять лет. На первом заседании один из депутатов будет избран в Совет Федерации сенатором, а его мандат будет передан следующему кандидату в списке, если тот кого направят в Совет Федерации будет из депутатов избранных в едином округе. На выборах депутатов Костромской областной Думы седьмого созыва в Единый день голосования 13 сентября 2020 года Калашник С.В. был поддержан избирателями в одномандатном округе №11. На первом заседании Костромской областной Думы VII созыва, 5 октября 2020 года, делегирован от законодательного органа власти Костромской области в Совет Федерации. Стал членом Комитета СФ по экономической политике. Срок полномочий определён до сентября 2025 года. В округе №11 проводились дополнительные выборы в ЕДГ 2021 и мандат выиграл выдвиженец Единой России Шмигель Денис Владимирович уроженец гор. Ставрополь, гендиректор АО "Костромской завод автокомпонентов", опередив соперника из КПРФ на 304 голоса, при 402 бюллетенях признанных недействительными по необъявленным причинам.

## Кандидаты

### Партийные списки
Для регистрации списков кандидатов партиям необходимо собрать 0,5 % подписей от общего числа зарегистрированных избирателей в Костромской области на 01.01.2025 — 498 001 избирателей. Для регистрации списка, партиям не освобожденным от сбора подписей, необходимо представить 2491 подписей, но 16 мая 2025 Костромоблизбирком решила округлить в меньшую сторону до 2490 подписей, что противоречит Федеральному закону о не менее 0,5% подписей(получилось 0,499999%) и дополнительно можно сдать ещё 249. 
В 2021 году в Избирательный кодекс Костромской области внесены изменения обязывающие разделить областной список на региональные группы по 3 - 5 кандидатов. Всего а списке должно быть от 10 до 25 кандидатов. Партии могут выбрать любые три группы, состав которых определяет Костромоблизбирком по 5 граничащих между собой одномандатных округов в группе, а всего 5. Общеобластной части не предусмотрено и в случае выдвижения в меньшем чем 5 числе групп, объединять и разделять их не допускается, а требуется оставить их реально пустыми без кандидатов, что противоречит Постановлению Конституционного Суда России. 
Следующие партии были освобождены от необходимости собирать подписи для регистрации списка кандидатов:
- Единая Россия
- КПРФ
- ЛДПР
- Справедливая Россия — За правду
- Новые люди
- Партия Пенсионеров
- Коммунисты России

Скандал с костромским отделением «Новых людей» разгорается с конца прошлого года -  единороссы предложили партии два места в областной и одно в городской Думе на предстоящих выборах. Взамен они потребовали «услугу»: убрать с должностей несговорчивого экс-секретаря костромского штаба Дмитрия Федина и его заместителя Екатерину Калашникову.  Отстранили от работы всю прежнюю команду «Новых людей», а позже их лишили партбилетов.
Партия социальной защиты, возглавляемая депутатом Костромской областной думы и бизнесменом Владимиром Михайловым, изначально получила отказ в регистрации документов от избирательной комиссии Костромской области из-за нарушений на партийной конференции. Основанием для отказа Костромоблизбирком заявила то обстоятельства, что одна из кандидатов выдвинутая в решении партии, как Наталья, а в бюллетене для тайного голосования делегаты голосовали за "НаталИю". Партия провела выдвижение повторно. Однако на этот раз партия не прошла регистрацию, так как избирательная комиссия установила, что среди участников конференции были члены «Единой России».  5 августа Костромской областной суд вынес решение в пользу партии и обязал избирательную комиссию зарегистрировать список Партии социальной защиты, однако кандидаты от партии в одномандатных округах не были восстановлены в правах
| Номер в бюллетене | Партия | Партия                          | Лидеры территориальных групп                                                             | Региональных групп | Кандидатов в списке | Статус списка                             |
| ----------------- | ------ | ------------------------------- | ---------------------------------------------------------------------------------------- | ------------------ | ------------------- | ----------------------------------------- |
| 1                 |        | Единая Россия                   | Николай Копытов • Светлана Кириллова • Алексей Анохин • Михаил Душин • Владимир Унгурян  | 5                  | 25                  | зарегистрирован                           |
| 2                 |        | ЛДПР                            | Вячеслав Матохин • Ирина Пономарёва • Юрий Миндолин • Наталья Калембрик • Руслан Фёдоров | 5                  | 21                  | зарегистрирован                           |
| 7                 |        | Справедливая Россия — За правду | Алексей Чепа • Даниил Потехин • Ольга Зиновьева • Николай Цвиль • Вячеслав Головников    | 5                  | 22                  | зарегистрирован                           |
|                   |        | Родина                          | Дмитрий Серов • Владислав Розов • Юрий Шаранов • Владимир Кухаренко • Елена Савицкая     | 5                  | 15                  | не представлены документы для регистрации |
| 3                 |        | Коммунисты России               | Илья Клеймёнов • Сергей Малинкович • Ярослав Сидоров • Руслан Хугаев • Илья Александров  | 5                  | 22                  | зарегистрирован                           |
| 4                 |        | КПРФ                            | Александр Киселёв • Сергей Шпотин • Ольга Панова • Сергей Расечкин • Валерий Ижицкий     | 5                  | 21                  | зарегистрирован                           |
| 6                 |        | Партия Пенсионеров              | Антон Громов • Сергей Камилатов • Юрий Кудрявцев • Дмитрий Шестаков • Юрий Шестаков      | 5                  | 24                  | зарегистрирован                           |
| 5                 |        | Новые люди                      | Павел Зайфиди • Мария Баженова • Александр Влас • Игорь Прудников • Иван Кучерявый       | 5                  | 25                  | зарегистрирован                           |
|                   |        | Партия социальной защиты        | Максим Постников • Владимир Михайлов • Елена Грибова • Валерий Плешевич • Виктор Перов   | 5                  | 22                  | зарегистрирован                           |

### Одномандатные избирательные округа
Для регистрации кандидатов в одномандатных округах необходимо собрать 3 % подписей от числа избирателей, зарегистрированных на территории соответствующего избирательного округа. Максимальное количество подписей нужно представить в округах №17 (23453 избирателя) и №21 (23443) - по 704 подписи. Самый малочисленный округ - №8 (*19114) 574 подписи. Неравенство округов в 130 подписей - 22,65%. Схема округов утверждена Областной Думой в 2020 году и тогда избирателей зарегистрировано было 503 303 на 5 302 человека больше, чем на 1.01.2025. Средняя норма представительства на 25 округов 20 132,12, допустимые отклонения максимум 22145 избирателей, минимум - 18 119. Но в округе №17 допущено отклонение 16,5%, №21 - 16,45%, №12 (22 168 избирателей) - 10,11%, №13 (23 176) - 15,12%, №14 (23 255)  - 15,51%, №15 (23 426) - 16,36%, №25 (22 428 избирателей) - 11,4%. Федеральный закон допускает отклонения до 20%, если соблюдаются границы муниципальных образований, а этого достичь не удалось Костромоблизбиркому в округах №№ 23 и 24, где Шарьинский городской округ поделен на части.
| Партия | Партия                          | Число выдвинутых кандидатов | Число зарегистрированных кандидатов |
| ------ | ------------------------------- | --------------------------- | ----------------------------------- |
|        | Единая Россия                   | 25                          | 25                                  |
|        | КПРФ                            | 25                          | 24                                  |
|        | ЛДПР                            | 24                          | 24                                  |
|        | Партия социальной защиты        | 2                           | 0                                   |
|        | Родина                          | 1                           | 0                                   |
|        | Справедливая Россия — За правду | 21                          | 21                                  |
|        | Новые люди                      | 22                          | 22                                  |
|        | Партия Пенсионеров              | 19                          | 19                                  |
| Всего  | Всего                           | 139                         | 135                                 |